# Hussam Al-Adlouni
Hossam Saleh Al-Adlouni (àrab: حسام صالح العدّلوني) va ser un periodista i fotoperiodista palestí que va ser assassinat juntament amb la seva dona i els seus tres fills durant un atac aeri israelià contra una tenda a al-Qarara, al nord de la franja de Khan Gaza Yunis, el 5 de juliol de 2013.

## Trajectòria
Al-Adlouni va treballar com a periodista i fotògraf, documentant els esdeveniments del conflicte en curs a Gaza. Com molts treballadors dels mitjans de comunicació a la regió durant la guerra, informava regularment sobre les condicions de la primera línia, la crisi humanitària i la vida quotidiana sota setge.</ref> Abans de la seva mort, havia buscat seguretat per a ell i la seva família traslladant-se a refugis temporals enmig de l'escalada de les hostilitats.

## Mort
El 13 de juliol de 2025, Al-Adlouni va morir, juntament amb la seva dona i els seus tres fills, Abdul Rahman, Shahd i Fayrouz, quan un atac aeri israelià va impactar directament la tenda on la família s'acollia a al-Qarara. L'atac es va produir enmig d'una intensificació dels bombardejos israelians dirigits a zones civils i camps de desplaçats al sud de Gaza. En el mateix període de 24 hores, el seu company periodista Fadi Khalifa també va morir en un altre atac aeri israelià.
Les morts d'Al-Adlouni i la seva família van ser àmpliament condemnades per les organitzacions de defensa de la llibertat de premsa, que van destacar l'augment de víctimes entre els treballadors dels mitjans de comunicació palestins. A mitjan juliol de 2025, més de 230 periodistes i treballadors dels mitjans de comunicació havien estat assassinats a Gaza des de l'inici de la guerra l'octubre de 2023.